# Achim Baumgarten

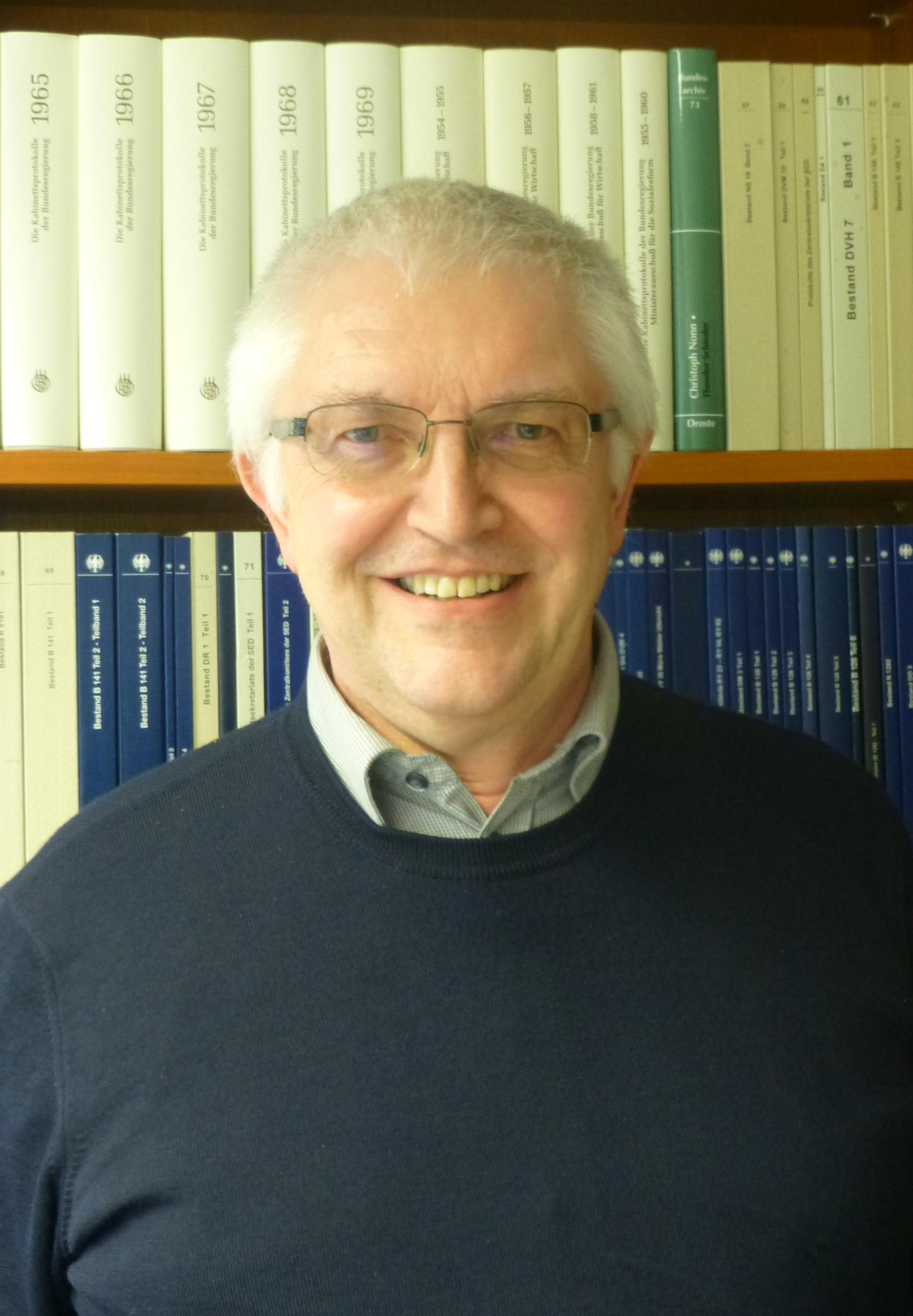
Achim Baumgarten, 2014

Achim R. Baumgarten (* 19. März 1956 in Altweidelbach, Rhein-Hunsrück-Kreis) ist ein deutscher Archivar, Landeshistoriker und Kommunalpolitiker.

## Leben
Achim Baumgarten wurde 1956 in Altweidelbach im Hunsrück geboren. Nach dem Besuch der Volksschule und des Gymnasiums und der zweijährigen Bundeswehrzeit (1974–1976) studierte er an der Johannes-Gutenberg-Universität Mainz Geschichte und Englisch. 1979/80 verbrachte er ein Auslandsjahr in Leytonstone/London. 1982 schloss er mit dem Ersten Staatsexamen ab und promovierte anschließend bei Konrad Fuchs mit einer Arbeit zur Hexenverfolgung im Naheraum (1986). In dieser Zeit war er Stipendiat der Friedrich-Naumann-Stiftung für die Freiheit.
Von 1987 bis 1989 absolvierte Baumgarten beim Landeshauptarchiv Koblenz und der Archivschule Marburg ein Referendariat für den höheren Archivdienst. Von 1989 bis 2022 war er Mitarbeiter des Bundesarchivs.
Achim Baumgarten ist verheiratet und hat zwei erwachsene Töchter.
Seit 2006 ist er Schriftleiter des Rhein-Hunsrück-Kalenders, seit 1994 im Vorstand des Hunsrücker Geschichtsvereins, seit 1996 als Zweiter Vorsitzender, und Verantwortlicher für die Hunsrücker Biographie. Als Kommunalpolitiker (Bündnis 90/Die Grünen) war er zwischen 1994 und 1999 und zwischen 2009 und 2011 Mitglied des Stadtrats und von 1994 bis 2009 Mitglied des Verbandsgemeinderats Simmern/Hunsrück. Von 2009 bis 2019 gehörte er dem Kreistag des Rhein-Hunsrück-Kreises an.
2011 kandidierte er in der Verbandsgemeinde Rheinböllen erfolglos als Bürgermeister, da er lediglich 38,4 % der Stimmen auf sich vereinigen konnte. Von 2019 bis 2024 war er für ÖDP Mitglied des neuen Verbandsgemeinderats Simmern-Rheinböllen (Fraktion B90/Grüne), seit 2024 leitet er die Fraktion ÖDP/Linke im Kreistag des Rhein-Hunsrück-Kreises.
Baumgartens Forschungsarbeiten konzentrieren sich auf die Hunsrück-Region. Er hat mehrere Publikationen veröffentlicht und Auszeichnungen bekommen.
Baumgarten engagierte sich auch in der Personalvertretung. Von 1999 bis 2008 und von 2012 bis 2019 war er Mitglied des Hauptpersonalrats bei dem Beauftragten der Bundesregierung für Kultur und Medien (BKM), von 1999 bis 2003 als stellvertretender Vorsitzender und von 2003 bis 2004 als Vorsitzender, 2016 bis 2019 als Vorstandsmitglied. Dem örtlichen Personalrat beim Bundesarchiv gehörte er von 2008 bis 2019 an, seit 2012 als Vorstandsmitglied. Von Juli 2019 bis Januar 2022 befand er sich in der Freistellungsphase der Altersteilzeit; seit Februar 2022 ist er pensioniert.
Viele Jahre engagierte sich Achim Baumgarten in der Erwachsenenbildung. Er unterrichtete an Privatschulen, an der Volkshochschule Simmern (1985–1998) und am Telekolleg II (1988–1994) und war Lehrbeauftragter des Instituts für Geschichte der Universität Koblenz (2000–2007). Seit 2010 ist er Vorsitzender des Vereins zur Förderung des Schulwesens und des Deutschunterrichts in den Staaten Afrikas e.V. (VFOESDA e.V.).

## Auszeichnungen
- Am 18. Dezember 2012 erhielt Achim Baumgarten für sein langjähriges ehrenamtliches Engagement die Ehrennadel und die entsprechende Urkunde des Bundeslandes Rheinland-Pfalz, die ihm von Ministerpräsidenten des Landes verliehen wurde.[2]
- Am 8. Dezember 2014 verlieh die Stadt Simmern Achim Baumgarten die Ehrennadel wegen vielfältiger Verdienste für die Stadt Simmern und das Gemeinwohl.[4]
- Am 7. Juni 2019 wurde Achim Baumgarten in Anerkennung seines Einsatzes für die Belange der Beschäftigten und 20-jährigen Vorsitz der Beschäftigtenvertretung KLIO zum KLIO-Ehrenvorsitzenden ernannt.
- Für seine langjährige ehrenamtliche Tätigkeit als Mitglied des Verwaltungsrates der Kreissparkasse Rhein-Hunsrück erhielt Achim Baumgarten am 2. September 2019 eine Ehrenurkunde und die Dr. Johann Christian Eberle-Medaille der Sparkassenorganisation Rheinland-Pfalz.
- Für sein jahrzehntelanges außergewöhnliche ehrenamtliche Engagement wurde ihm am 10. Juli 2025 die Verdienstmedaille des Landes Rheinland-Pfalz verliehen.

## Veröffentlichungen (Auswahl)
- Hexenwahn und Hexenverfolgung im Naheraum: Ein Beitrag zur Sozial- und Kulturgeschichte. Lang, Frankfurt am Main, 1987, ISBN 3-8204-9858-3 (Diss. Mainz).
- Mit Fritz Schellack: 900 Jahre Argenthal: 1091–1991. Gemeinde Argenthal, 1991.
- 75 Jahre TuS Altweidelbach – 10./11. Juni 1995. Altweidelbach, 1995.
- Horner Chronik: Ein Dorf im Wandel der Zeiten. (= Schriftenreihe des Hunsrücker Geschichtsvereins Nr. 27). Gemeinde Horn, 1997, ISBN 3-9804416-4-4.
- Leben im Hunsrück. Sutton, Erfurt 1998, ISBN 3-89702-081-5.
- mit Fritz Schellack: Dorfchronik Kümbdchen (= Schriftenreihe des Hunsrücker Geschichtsvereins. Nr. 30). Gemeinde Kümbdchen, 1999, ISBN 3-9804416-7-9.
- mit Andreas Nikolay: Richard Oertel. Genossenschaftspionier, Politiker, Pfarrer, Bauernführer. Zum 70. Todestag eines Visionärs (= Schriftenreihe des Hunsrücker Geschichtsvereins. Nr. 37). Simmern 2002, ISBN 3-9807919-4-7.
- Külz: gestern und heute (= Schriftenreihe des Hunsrücker Geschichtsvereins. Nr. 35). 2 Bände. Ortsgemeinde Külz, 2002, ISBN 3-9807919-2-0.
- Biebern. Chronik eines Dorfes im Biebertal. 1250 Jahre: 754-2004. 2 Bände. Gemeinde Biebern, 2004.
- mit Doris Wesner: Simmern: Streiflichter einer Stadt. Sutton, Erfurt, 2005, ISBN 3-89702-851-4
- 1000 Jahre Liebshausen. Aus der Geschichte. Gemeinde Liebshausen, 2005.
- 1000 Jahre Altweidelbach: 1006–2006. Gemeinde Altweidelbach, 2006.
- mit Alain Vincent: Migennes-Simmern. Zwei Partnerstädte. Deux Villes Jumelées. Sutton, Saint-Cyr-sur-Loire, 2009, ISBN 978-2-84910-939-7.
- Dorfchronik von Steinbach im Hunsrück. Ortsgemeinde Steinbach, Steinbach 2010.
- Peter Joseph Rottmann und seine Zeit: Simmern zwischen Französischer Revolution und Kaiserreich (= Beiträge zur Geschichte und Kultur der Stadt Simmern. Band 7). Stadt Simmern, Simmern 2013, ISBN 978-3-9810654-6-6.
- Külz 2000–2014. Unter Verwendung von Vorarbeiten von Aloys Schneider und Walter Martin. Ortsgemeinde Külz, Külz 2015.
- Simmern – Bilder im Wandel der Zeit. Geiger, Horb 2015, ISBN 978-3-86595-607-1
- mit Fritz Schellack, Doris Wesner: Chronik der Gruppengemeinde Braunshorn-Dudenroth-Ebschied. Gemeinde Braunshorn, Braunshorn 2018.
- Der Hunsrück – Bilder aus der Nachkriegszeit, Erfurt 2018, ISBN 978-3-95400-927-5
- mit Hans Dunger: Die königlich-preußischen Landräte des Kreises Simmern (= Beiträge zur Geschichte und Kultur der Stadt Simmern. Band 8). Stadt Simmern, Simmern 2018, ISBN 978-3-9810654-8-0.
- Nicht Deutscher, aber deutscher Untertan. Das Schicksal von Akapo Assiambo, dem „ersten Schwarzen in Simmern“ (= Beiträge zur Geschichte und Kultur der Stadt Simmern. Band 9). Stadt Simmern, Simmern 2020, ISBN 978-3-9810654-9-7.
  - 2025 in französischer Übersetzung erschienen: Un Togolais qui voulait devenir Allemand. Destin d’Akapo Assiambo, «premier Noir à Simmern». Übersetzung: Dr. Mawussé K. Atsou, Lomé/Togo. Eigenverlag.
- Kümbdchen 1999–2021. Herausgegeben von der Ortsgemeinde Kümbdchen. Gemeinde Kümbdchen 2022.
- Hunsrück. 55 historische Persönlichkeiten. Außergewöhnliche Biografien und bewegende Schicksale. Tübingen 2024, ISBN 978-3-96303-488-6.